# Yünbüken, Çemişgezek
Yünbüken là một xã thuộc huyện Çemişgezek, tỉnh Tunceli, Thổ Nhĩ Kỳ. Dân số thời điểm năm 2010 là 52 người.